# Marika Rökk

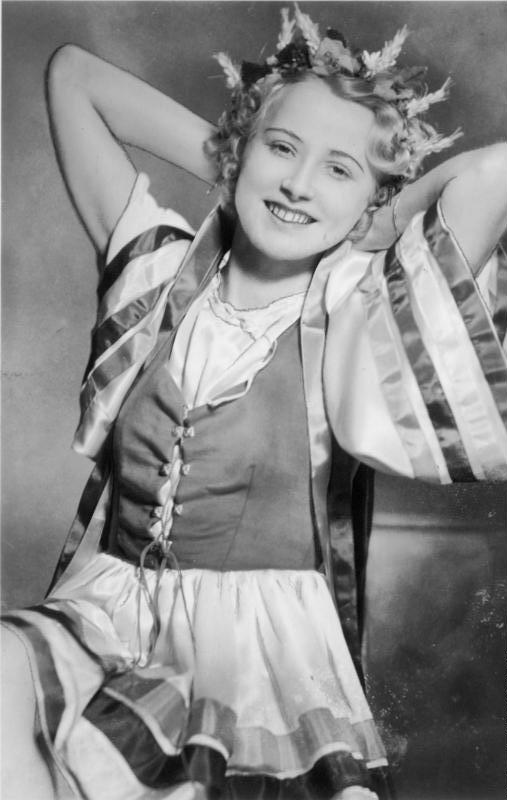
1920.

Marika Rökk (3 de noviembre de 1913, El Cairo, Egipto - 16 de mayo de 2004, Baden bei Wien, Austria) fue una cantante, bailarina y actriz de origen húngaro.

## Biografía
Hija de un arquitecto húngaro su infancia transcurrió en Budapest. En 1924 la familia emigró a París donde luego ella bailará en el Moulin Rouge.
Hizo giras por Estados Unidos e Inglaterra donde filmó su primera película para finalmente establecerse en 1934 en Alemania donde se transformó en una de las estrellas favoritas del régimen nazi junto a Zarah Leander y otras como Ilse Werner y Brigitte Horney.
Su película "Frauen sind doch bessere Diplomaten" (Las mujeres son mejores diplomáticos) fue la primera película alemana en color. Se estrenó, tras incontables problemas con el revelado del color, que dispararon el coste de producción y obligaron a rodar nuevamente muchas escenas, en 1941. "Die Frau meiner Träume" (La mujer de mis sueños), estrenada en 1944, con procedimientos de revelado más avanzados, tiene algunos números musicales notables.
Se casó con el director de cine Georg Jacoby con quien tuvo su hija Gaby (*1944) y luego en 1968 con el actor Fred Raul. 
En febrero de 2017, el periódico alemán Bild, recurriendo a fuentes desclasificadas del Servicio Federal de Inteligencia Alemán, afirmó que Marika fue contratada como agente de espionaje por parte de la KGB soviética durante la Segunda Guerra Mundial.

## Filmografía
- Why Sailors Leave Home (1930)
- Csókolj meg, édes! (1932)
- Kiss Me Sergeant (1932)
- Kísértetek vonata (1933)
- Leichte Kavallerie (1935)
- Heißes Blut (1936)
- Der Bettelstudent (1936)
- Und du mein Schatz fährst mit (1937)
- Karussell (1937)
- Gasparone (1937)
- Eine Nacht im Mai (1938)
- Tanzendes Herz (1939)
- Vadrózsa (1939)
- Es war eine rauschende Ballnacht (1939)
- Hallo Janine! (1939)
- Kora Terry (1940)
- Wunschkonzert (1940)
- Zirkusblut (1940)
- Tanz mit dem Kaiser (1941)
- Hab mich lieb (1942)
- Die Frau meiner Träume (1944)
- Frauen sind doch bessere Diplomaten (1941)
- Fregola (1949)
- Sensation in San Remo (1951)
- Kind der Donau (1950)
- Die Czardasfürstin (1951)
- Maske in Blau (1953)
- Die geschiedene Frau (1953)
- Nachts im grünen Kakadu (1957)
- Das gab's nur einmal (1958)
- Bühne frei für Marika (1958)
- Die Nacht vor der Premiere (1959)
- Mein Mann, das Wirtschaftswunder (1961)
- Heute gehn wir bummeln (1961)
- Hochzeitsnacht im Paradies (1962)
- Die Fledermaus (1962)
- Der letzte Walzer (1973)
- Schloß Königswald (1988)